# Les Bons Petits Diables
Pour plus de détails, voir Fiche technique et Distribution.
Les Bons Petits Diables (Brats) est une comédie du cinéma américain de James Parrott sortie en 1930.

À l'époque où le film est tourné, on ne pratique pas encore le doublage en post-synchronisation et plusieurs versions de ce film sont tournées en différentes langues : Glückliche Kindheit en allemand.

## Synopsis
Stan Laurel et Oliver Hardy ont chacun un enfant qui ressemble comme deux gouttes d'eau à son père respectif. Comme les deux bambins perturbent la partie de jeu de dames de Stan et Oliver, ils sont envoyés au lit mais vu leur espièglerie tout ne se fait pas sans complications et catastrophes.

## Fiche technique
- Titre : Les Bons Petits Diables
- Titre original : Brats
- Titre de la version en allemand : Glückliche Kindheit
- Réalisation : James Parrott
- Scénario : Leo McCarey (histoire) et H.M. Walker (dialogues)
- Photographie : George Stevens
- Montage : Richard C. Currier
- Producteur : Hal Roach
- Société de production : Hal Roach Studios
- Société de distribution : Metro-Goldwyn-Mayer
- Pays d’origine : États-Unis
- Langue : anglais
- Format : Noir et blanc - 35 mm - 1,37:1
- Genre : comédie
- Longueur : deux bobines
- Date de sortie :
  - États-Unis : 22 mars 1930

## Distribution
Source principale de la distribution :
- Stan Laurel : Stanley
- Oliver Hardy : Oliver Hardy